# Еналеевы
Еналеевы — российский дворянский род татарского происхождения. 
Род внесён в VI часть родословной книги: Пензенской Тульской и Тверской губерний Российской империи.

## История рода
Род Еналеевых ведет свое начало от казанского мурзы Еналея, перешедшего перед взятием Казани на русскую службу и получившего царское жалование (1582). Инишей-Мурза владел поместьем в Темниковском уезде (1576). Яков Субов сын Еналеев, «за участие в московском осадном сиденье» пожалован поместьем в Бежецкой пятине (1614), его потомство внесено в родословные книги Тверской и Тульской губерний.  
Ижбулат Мамеев служил по Шацку (1678). Ишмамет Еналеев упоминается в Керенской десятне (1692). Сунчалей Амакаев, Сафар Сантаналеев и Сафар Сантаналеев (двое одноимённых) владели населёнными имениями (1699). Этот род внесён в VI часть родословной книги Пензенской губернии. 
Также, Еналеевы имели владения в Коломне.  